# Lily Pons
Lily Pons, född 12 april 1898 i Draguignan, Frankrike, död 13 februari 1976 i Dallas, Texas, var en amerikansk operasångerska och skådespelerska av fransk härkomst.

## Biografi
Pons studerade först piano vid Paris konservatorium och vann ett förstapris vid 15 års ålder. Vid början av första världskriget 1914, flyttade hon med sin mamma och lillasyster Juliette till Cannes där hon spelade piano och sjöng för soldater på mottagningar som gavs till stöd för de franska trupperna och på det berömda Hotel Carlton som hade förvandlats till ett sjukhus där hennes mor arbetade som volontär sjuksköterska.
År 1930 gifte sig Pons med August Mesritz, en framgångsrik förläggare, och tillbringade de kommande åren som hemmafru. Äktenskapet slutade dock i skilsmässa 1933. År 1925, uppmuntrad av sopranen Dyna Beumer och Mesritz, som gick med på att finansiera hennes sångkarriär, började hon ta sånglektioner i Paris under Alberto de Gorostiaga. Hon studerade senare sång med Alice Zeppilli i New York.
Pons blev naturaliserad medborgare i USA 1940. Från 1938 till 1958 var hon gift med dirigenten André Kostelanetz. Hon dog av cancer i bukspottskörteln i Dallas, Texas, i åldern 77. Hennes kvarlevor fördes tillbaka till sin födelseort och hon är  begravd i Cimetière du Grand Jas i Cannes. 

## Karriär
Pons gjorde framgångsrikt sin operadebut i titelrollen av Léo Delibes "Lakmé på Mulhouse 1928 och fortsatte med att sjunga flera koloraturroller i franska provinsiella operahus. Hon upptäcktes då av den dramatenoren och impressarion Giovanni Zenatello, som tog henne till New York där hon provspelade för Giulio Gatti-Casazza, chef för Metropolitan Opera. Metropolitan behövde en koloraturstjärna efter pensioneringen av Amelita Galli-Curci i januari 1930. Gatti-Casazza engagerade Pons omedelbart och hon undertecknade också ett skivkontrakt med RCA Victor.
Pons gjorde lyckade framträdanden och blev stjärna och ärvde de flesta av Galli-Curcis viktiga koloraturroller. Hennes karriär efter denna tidpunkt kom främst i USA. 
Pons var huvudsopran vid Metropolitanoperan i trettio år och framträdde ca 300 gånger i tio roller från 1931 till 1960. Hennes mest frekventa framträdanden var som Lucia (93 föreställningar), Lakmé (50 föreställningar), Gilda i Verdis Rigoletto (49 föreställningar), och Rosina i Rossinis Barberaren i Sevilla (33 föreställningar). Hon drog en rekordpublik på över 300 000 till Chicagos Grant Park Music Festival 1939 vid en gratiskonsert.
Pons gjorde också gästspelat på Opéra Garnier i Paris, Covent Garden i London, La Monnaie i Bryssel, Teatro Colón i Buenos Aires, vid Chicago Opera och San Francisco Opera. Hennes sista operaframträdande var som Lucia till Edgardo av en tjugoett år gammal Plácido Domingo 1962 vid Fort Worth Opera. Hon fortsatte att sjunga konserter fram till 1973.

## Radio, TV och film
Pons medverkade i tre filmer för RKO Pictures: I Dream Too Much (1935) med Henry Fonda, That Girl from Paris (1936) och Hitting a New High (1937). Hon framförde också 1947 en aria i filmen Carnegie Hall.
Utöver filmerna för RKO gjorde hon inspelningar, mestadels på RCA Victor och Columbia, av vilka många finns på CD.